# Hlas

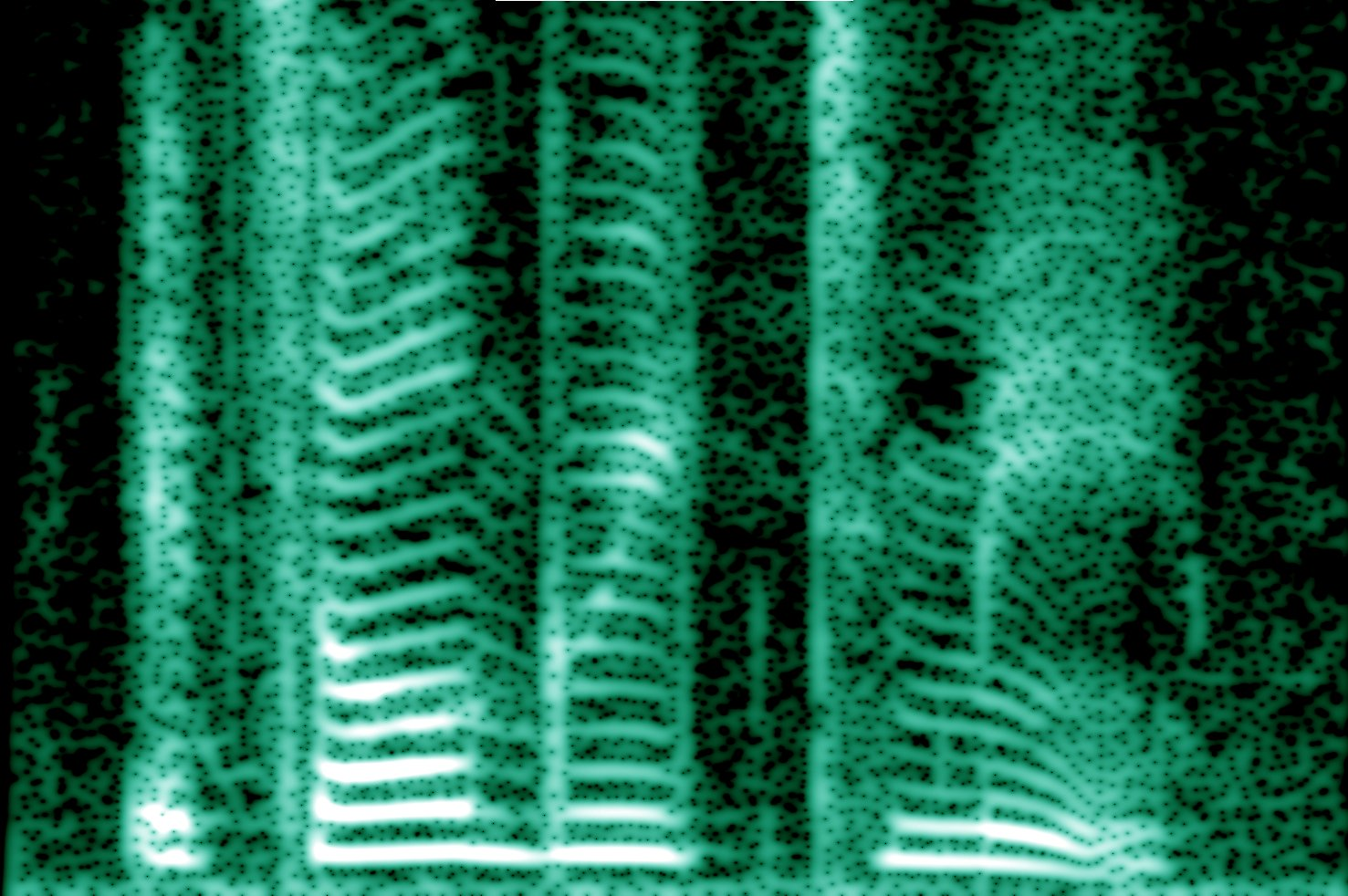
Spektrogram lidského hlasu odhaluje jeho bohatý harmonický obsah.

Hlas, přesněji lidský hlas, je zvuk, vznikající modulováním proudu vzduchu kmitajícími hlasivkami. V hudbě je výraz hlas používán pro označení melodické linky – partu. U varhan je jako hlas označena skupina píšťal s jednou zvukovou barvou (rejstřík).

## Tvorba hlasu – fonace
Tvorbu lidského hlasu vysvětluje tzv. teorie zdroje a filtru, která popisuje vznik hlasu ve dvou stupních. V prvním stupni vzniká hrtanový tón modulováním proudu vzduchu vlivem kmitání hlasivek (zdroj). Ve druhém stupni je tento hrtanový tón modifikován v dutinách vokálního traktu, které působí jako rezonátor (filtr), a vzniká tím finální zvuk hlasu. Ten je potom vyzařován z úst (a někdy i z nosu) ven do prostoru.
Zdrojem hlasu je výdechový proud z plic, který je modulován kmitáním hlasivek a dává tak vznik primárnímu hrtanovému tónu. Hlasivky můžeme pomocí svalů přibližovat či oddalovat, kmitání ale není svalová činnost, nýbrž výsledek tlakových poměrů a elastických vlastností hlasivek. Hlasivky jsou ve fonačním postavení přiblíženy k sobě a vzduch proudící z plic je rozkmitává. Hlasivky se při jejich kmitavém pohybu pohybují vlivem působení intraglotického tlaku (tj. tlaku v mezihlasivkové štěrbině působícího na hlasivky) a elasticity tkání hlasivek. Při řeči se hlasivky na tvorbě hlasu podílí tak, že buď kmitají a propůjčují hlasu tónové složky (které jsou přítomny např. u samohlásek, sonor, znělých konsonant), a nebo že nekmitají a vytvoří pouze štěrbinu, kterou proniká vzduch generující šum (např. neznělé obstruenty).
Jedinečnost každého lidského hlasu je částečně způsobena odlišnou základní frekvencí (danou především vlastnostmi hlasivek) a z větší míry pak barvou hlasu (frekvenčním spektrem), která vzniká modifikací spektra hrtanového tónu v dutinách vokálního traktu (tj. dutinách dýchacích cest nad hlasivkami). Hrtanový tón vznikající při kmitání hlasivek je složený tón s odpovídající harmonickou řadou. Od hrtanového tónu jsou odvozeny všechny tónové složky řeči. Dutiny vokálního traktu poté slouží jako rezonátor, který zesiluje některé svrchní harmonické tóny a tak ovlivňuje barvu hlasu. Oblasti zesílení svrchních harmonických tónů se nazývají formanty. Formanty jsou důležité pro rozlišování samohlásek, ale i některých souhlásek (sonory).
Zvukovou stránku jazyka zkoumá fonetika.

## Frekvenční rozsah
Frekvenční rozsah neškoleného hlasu dospělého jedince je jen asi 1,5 oktávy.[zdroj⁠?!] Lidský hlas se mění s věkem: hlas novorozence má frekvenci přibližně 440 Hz (komorní a, základní tón pro ladění hudebních nástrojů, má tutéž frekvenci). V době pohlavního dospívání dochází k mutaci, výška hlasu klesá (viz níže – rozdělení podle výšky).[zdroj⁠?!]
Složky frekvenčního spektra hlasu dosahují do oblasti kolem 10 kHz. Pro přenos srozumitelné řeči postačuje pásmo výrazně užší. Nejdůležitější složky, zajišťující srozumitelnost, leží v oblasti 1–3 kHz. Vyšší frekvence se podílejí především na barvě hlasu.[zdroj⁠?!]
Mezinárodní telekomunikační unie stanovila pro přenos telefonních hovorů frekvenční rozsahu 300 Hz – 3,4 kHz. Předpokládá se, že nesrozumitelná slova si telefonisté domyslí z kontextu nebo si je vyhláskují.[zdroj⁠?!]

## Dynamický rozsah
Hladina akustického tlaku vytvářeného hlasem je závislá na vzdálenosti od úst, prostředí a úsilí řečníka. Při běžném hovoru je časově průměrovaná hladina akustického tlaku řeči ve vzdálenosti 1 m asi 40 až 60 dB(A), při velmi hlasitém projevu kolem 80 dB(A). Pianissimo při operním zpěvu je v hledišti cca 50 dB, fortissimo cca 85 dB. Rekordy při světové soutěži v řevu se pohybují přes +100 dB. Přesná měření ukázala, že špičkové hladiny nejhlasitějších fonací dosahují ve vzdálenosti 30 cm od úst hodnot kolem 130 dB(C).

## Hlas v hudbě
Hlas je v hudbě nejčastěji používán jako zpěv. Hlasy v různých výškových polohách mají různé názvy.
Co literatura, to jiné přiřazení názvů hlasů k frekvenčním rozsahům. Zde uvedené hodnoty viz Horová, doplněno Juríkem.
| název       | zn. | typ    | rozsah dle literatury   |
| ----------- | --- | ------ | ----------------------- |
|             |     | dětský |                         |
| soprán      | S   | ženský | h – c3, tj. 246–1046 Hz |
| mezzosoprán | mS  | ženský | g – a2, tj. 196–880 Hz  |
| alt         | A   | ženský | e – e2, tj. 164–659 Hz  |
| kontraalt   | cA  | ženský |                         |
| kontratenor | cT  | mužský |                         |
| tenor       | T   | mužský | H – a1, tj. 123–523 Hz  |
| baryton     | Bt  | mužský | G – e1, tj. 98 – 392 Hz |
| basbaryton  | bBt | mužský | F – c1                  |
| bas         | B   | mužský | E – h, tj. 82 – 329 Hz  |
| kontrabas   | cB  | mužský | G1 – c                  |

### Alternativní hlasové techniky
Kromě klasického zpěvu existuje ještě několik hlasových technik, které se vyvinuly buď jako součást lidové hudby některých národů, nebo v prostředí západní umělé a populární hudby. Patří mezi ně:
- Alikvotní zpěv – technika, pomocí které lze zesílit alikvotní tóny, přirozeně obsažené v hlase a vytvořit iluzi dvojhlasého zpěvu, mezi alikvotní zpěv se zařazuje i hrdelní zpěv
- Sprechgesang – technika, která se nachází přibližně napůl cesty mezi řečí a zpěvem. Využil ji například Arnold Schoenberg ve své skladbě Pierrot Lunaire
- Rap – rytmická recitace. Důraz je kladen hlavně na text, výslovnost, frázování a rytmus, spíše než na vytváření tónů
- Beatbox – nápodoba zvuků bicích nástrojů a perkusí pomocí hlasu
- Scat – improvizovaný jazzový zpěv beze slov nebo s nesmyslným textem
- Growling – z anglického growl = mručet, vrčet. Technika velmi hlubokého mručení, řevu, která se vyvinula jako součást death metalové hudby
- Jódlování – technika, která je součástí lidové hudby v Alpských zemích, převážně v Rakousku a Švýcarsku. Je založena na velkých a rychlých intervalových skocích, které jsou navíc doprovázeny změnou hlasového rejstříku. Nižší tón je zpíván prsním rejstříkem a vyšší pak falzetem
- Brumendo – zpěv bez artikulace, se zavřenými ústy (zvuk „m“ nebo „hm“).
- Screaming – hrdelní řev,používaný hlavně v metalu a příbuzných stylech, zpívají se s ním buď celé písně nebo jen úseky.
- Scream – jednorázové zařvání používané hlavně v rocku a metalu. Může být vysoké, nízké nebo střední. Může být krátké nebo také velice dlouhé, může se při něm měnit tonina ale na rozdíl od screamingu se nezpívají žádná slova.

## Poruchy hlasu
- Jakákoliv patologická[zdroj⁠?!] změna hlasu (chrapot, přeskakování, změna výšky atd.) – dysfonie
- šepot – hlasivky nekmitají – afonie
- ztráta vyvinuté řeči při poškození mozku – afázie[zdroj⁠?!]
- ztráta po fyzickém nebo psychickém traumatu – mutismus[zdroj⁠?!], němota
- vysoký hlas při i po pubertě[zdroj⁠?!] – puberphonie

Poruchami hlasu se zabývá foniatrie, specializovaná disciplína otorinolaryngologie neboli ORL – „ušní, nosní, krční“, nápravou poruch řeči pak logopedie.